# Benthamia calceolata
Benthamia calceolata är en orkidéart som beskrevs av Joseph Marie Henry Alfred Perrier de la Bâthie. Benthamia calceolata ingår i släktet Benthamia och familjen orkidéer. Inga underarter finns listade i Catalogue of Life.